# Championnat d'Europe de keirin masculin
Le Championnat d'Europe de keirin masculin est le championnat d'Europe du keirin organisé annuellement par l'Union européenne de cyclisme dans le cadre des championnats d'Europe de cyclisme sur piste élites.

## Palmarès
| Année                          | Or               | Argent              | Bronze            |
| ------------------------------ | ---------------- | ------------------- | ----------------- |
| 2010 Pruszków                  | Jason Kenny      | Matthew Crampton    | Adam Ptacnik      |
| 2011 Apeldoorn                 | Matthew Crampton | Christos Volikakis  | François Pervis   |
| 2012 Panevėžys                 | Tobias Wächter   | Joachim Eilers      | Denis Dmitriev    |
| 2013 Apeldoorn                 | Maximilian Levy  | Jason Kenny         | François Pervis   |
| 2014 Baie-Mahault              | Joachim Eilers   | Matthijs Büchli     | Denis Dmitriev    |
| 2015 Granges                   | Pavel Kelemen    | François Pervis     | Denis Dmitriev    |
| 2016 Saint-Quentin-en-Yvelines | Tomáš Bábek      | Andriy Vynokurov    | Charlie Conord    |
| 2017 Berlin                    | Maximilian Levy  | Shane Perkins       | Andrii Vynokurov  |
| 2018 Glasgow                   | Stefan Bötticher | Sébastien Vigier    | Jack Carlin       |
| 2019 Apeldoorn                 | Harrie Lavreysen | Denis Dmitriev      | Matthijs Büchli   |
| 2020 Plovdiv                   | Maximilian Levy  | Denis Dmitriev      | Sotírios Brétas   |
| 2021 Granges                   | Jeffrey Hoogland | Tom Derache         | Joachim Eilers    |
| 2022 Munich                    | Sébastien Vigier | Maximilian Dörnbach | Melvin Landerneau |
| 2023 Granges                   | Harrie Lavreysen | Patryk Rajkowski    | Jeffrey Hoogland  |
| 2024 Apeldoorn                 | Harrie Lavreysen | Mateusz Rudyk       | Stefano Moro      |
| 2025 Heusden-Zolder            | Harrie Lavreysen | Maximilian Dörnbach | Tom Derache       |

## Tableau des médailles
| Rang  | Nation          | Or | Argent | Bronze | Total |
| ----- | --------------- | -- | ------ | ------ | ----- |
| 1     | Allemagne       | 6  | 3      | 1      | 10    |
| 2     | Pays-Bas        | 5  | 1      | 2      | 8     |
| 3     | Grande-Bretagne | 2  | 2      | 1      | 5     |
| 4     | Tchéquie        | 2  | 0      | 1      | 3     |
| 5     | France          | 1  | 3      | 5      | 9     |
| 6     | Russie          | 0  | 3      | 3      | 6     |
| 7     | Grèce           | 0  | 2      | 0      | 2     |
| 7     | Pologne         | 0  | 2      | 0      | 2     |
| 9     | Ukraine         | 0  | 1      | 1      | 2     |
| 10    | Italie          | 0  | 0      | 1      | 1     |
| Total | Total           | 16 | 16     | 16     | 48    |